# Zamek Książ
Książ (niem. pierwotnie Vorstinburg, potem Fürstenstein, a w latach 1945–1947 „Książno”) – zabytkowy zamek w kompleksie zamkowym, zlokalizowany w wałbrzyskiej dzielnicy Książ na Pogórzu Wałbrzyskim, będący częścią Książańskiego Parku Krajobrazowego. Jest trzecim co do wielkości zamkiem w Polsce (po Zamku w Malborku i Zamku Królewskim na Wawelu), zajmując około 42 840 m² powierzchni. Znajduje się na Szlaku Zamków Piastowskich. Obiektem od 1991 roku zarządza spółka Zamek Książ w Wałbrzychu.
Budowla posiada ponad 400 pomieszczeń (wraz z zabudowaniami gospodarczymi ok. 600), jej powierzchnia od parteru do 4 piętra liczy 10 062 m², natomiast 5 kondygnacja ma 894 m². Łącznie jest to około 11 tys. m² (bez wliczania powierzchni piwnic zamkowych). Wraz z kilkunastoma budowlami znajdującymi się przy samym zamku, do administracji Książa należy 16 822 m² powierzchni użytkowej.

## Historia

### Legenda
Według legend odnoszących się do dziejów piastowskich na zamku Książ, pierwszą warownię miał w tym miejscu wznieść w połowie X wieku rycerz o imieniu Funkenstein. Jeszcze jako młody chłopak w 933 roku miał on podarować księciu saksońskiemu, Henrykowi I Ptasznikowi, worek wykopanego w lesie węgla, sytuacja miała ucieszyć władcę do tego stopnia, że w nagrodę nadał mu godność szlachecką wraz z przydomkiem Tego Który Przynosi Kamienie Dające Iskry. Nakazał mu również powrócić na Śląsk, odnaleźć dogodne miejsce i zbudować w jego sąsiedztwie obronny gród, aby z jego pomocą strzec odtąd czarnego skarbu.

### 1288–1293
W źródłach historycznych, Książ po raz pierwszy pojawia się 25 lutego 1293 r. jako element tytulatury księcia Bolka I (Bolko dei gratia dux Slesie et dominus de Wrstenberc), zamek mógł być wzniesiony od podstaw lub w wyniku modernizacji istniejącego już obiektu. Nastąpić to musiało po 1291 r., gdyż na początku tego roku Bolko I tytułował się jeszcze panem Lwówka, a nie Książa .
Niektóre źródła podają informację, że budowa zamku Książ trwała w latach 1288–1292, na miejscu dawnego grodu drewnianego zniszczonego w 1263 roku przez Przemysła Ottokara II.
Nowo wybudowana budowla, zwana na początku „Książęcą Górą”, miała wyróżniać się spośród innych tego rodzaju budowli, nie tylko dogodnym położeniem pod względem wojennym, ale i malowniczą lokalizacją w sercu lasów. Obiekt uważano wówczas za „klucz do Śląska”, o bardzo ważnym znaczeniu strategicznym.
Wspomniany wcześniej tytuł dominus Wrstenberc, zachowali też następcy Bolka I, a jego syn Bernard Świdnicki włączył zamek do systemu obronnego granic księstwa.

### 1337–1392

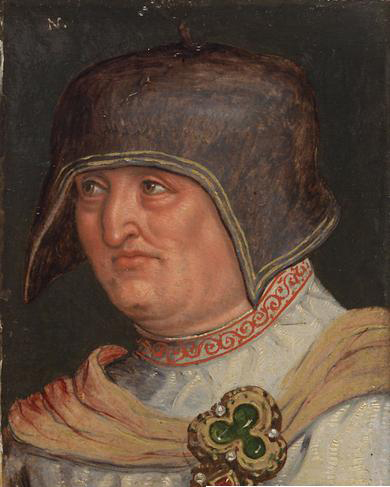
Alternatywny wygląd Bolka II

Najstarszy znany dokument dotyczący bezpośrednio zamku Książ pochodzi z 1337, jest w nim mowa o pastwiskach należących do Świebodzic we wsi Pełcznica, znajdujących się nieopodal zamku Furstenberg (łac. versus castrum Furstenberg).
Dawniej władcy mieli zwyczaj przekazywania w dzierżawę różnych zamków i posiadłości rodom rycerskim, stąd też na terenach do nich należących w różnych zamkach zasiadali burgrabiowie (zarządcy zamku). Fürstenberg został ponownie odnotowany w zapisie rocznikarskim z 1355. Dotyczył poskromienia przez Bolka II jego zbuntowanych wasalów i przejęcia ich zamków: Książ, Cisy, Czarny Bór i Konradów, leżących w okolicach dzisiejszego Wałbrzycha. Miało bowiem dojść do buntu rycerskiego skierowanego przeciwko Bolkowi II, jednakże jego tło, jak i motywy akcji księcia nie są całkowicie jasne, choć niektórzy historycy twierdzą, iż miało to związek z układem sukcesyjnym zawartym przez niego z królem Czech . Twierdza Książ została wówczas odbita z rąk burgrabiego Kekelona von Czirn .
Kekelon po raz pierwszy jest wymieniony w źródłach historycznych z 1341, skąd pochodzi informacja o pełnionym przez niego stanowisku burgrabiego na Książu . Był rycerzem, który w świetle wcześniejszych dokumentów jawił się jako jedna z najznaczniejszych postaci w księstwie i zaufana osoba Bolka II .
Po odzyskaniu przez Bolka II zamku, powołany został kolejny burgrabia w osobie Bernarda von Zedlitz. W funkcji tej widoczny był między 1356 a 1371, najczęściej jako świadek w dokumentach Bolka II wystawianych w Świebodzicach, tytułowany vom Furstinstein (z Książa) jeszcze w 1392, choć już po 1371 prawdopodobnie przestał sprawować swoją funkcję .
Na mocy wspomnianego wcześniej układu sukcesyjnego, po bezpotomnej śmierci Bolka II, w 1368 dobra ksiąskie przeszły pod panowanie władcy Czech, Karola IV Luksemburskiego, z zastrzeżeniem dożywotniego władania majątkiem przez wdowę po Bolku II – Agnieszkę Habsburżankę. Bolko II przed śmiercią zdołał w znacznym stopniu rozbudować zamek.

Przed 1386 burgrabią Książa został Piotr z Prochowic (niem. Peter von Parchwitz), mąż Elżbiety z Prochowic (niem. Ilse von Parchwitz). Niedługo później miało dojść do sprzedaży zamku. Z aktu transakcji wynika, że obiekt wraz z przyległościami miał przejść na rzecz czeskiego starosty Benesza z Choustnik (niem. Bechnisch von Chussingk , cz. Beneš de Huznich). Oprócz warowni książańskiej, dobra te obejmowały m.in. miasteczko Świebodzice oraz wsie; Pełcznicę i Ciernie . Akt sprzedaży został spisany 1 stycznia 1386 przez Agnieszkę Habsburżankę, z jego treści wynika, że : 

Pani Ilse (Elżbieta) von Parchwitz, żona Petera von Parchwitz, zrzeka się jakichkolwiek praw do zamku Książ wraz z miastem Świebodzice, na rzecz pana Bechnischa von Chussingka, jego spadkobierców.

Elżbieta von Parchwitz, budzi wśród współczesnych historyków wiele kontrowersji. Niektórzy z nich uważają ją za córkę Bolka II i Agnieszki .
W 1388 Benesz powiększył swe dobra wokół Książa, kupując czynsze z sołectwa w Pełcznicy od Bernarda von Zedlitz, które ten ostatni najpewniej nabył jeszcze w okresie sprawowania urzędu tutejszego burgrabiego. Pod rządami Benesza von Choustnik pojawił się w Książu urząd burgrabiego starościńskiego, który sprawował Mikołaj von Gerhardsdorf odnotowany w 1387. W 1389 Benesz wziął pożyczkę od Jana von Cziras (Jan z Sieradza), dla której zabezpieczeniem był m.in. zamek Książ.
W 1392 budowla przeszła we władanie króla czeskiego, Wacława IV Luksemburskiego z powodu śmierci Agnieszki Habsburżanki. Wacław uczynił z zamku siedzibę starostów.

### 1410–1482
W 1410 pierwszym starostą został Jan von Chotienitz (Jan z Chotěmíc), a Książ z dobrami nabył za sumę 400 kop groszy praskich  z rąk Wacława IV. Po jego śmierci (zm. 1428) majątek odziedziczył jego syn, Janko von Chotienitz (Janko Młodszy), który od 1430 miał władać zamkiem wraz z Hermannem von Czettritz (Herman Czettritz). Po śmierci Janka (zm. 1447), najstarsza z jego córek wyszła za mąż za Hermana von Czetritza, wnosząc w wianie książański majątek. Herman zmarł w 1454, a dobra (bez posiadłości przynależnych zamkowi Grodno w Zagórzu Śląskim) przejął syn Hans von Czettritz .
W 1463 warownię podporządkowuje sobie król Czech, Jerzy z Podiebradów, który przekazał je swemu zaufanemu dowódcy wojskowemu Birce von Nassidel. W 1466 Birka odstąpił Książ wraz ze Świebodzicami, Hansowi Schellendorfowi, w ramach zastawu za 5200 guldenów. W trakcie wojny sukcesyjnej o Śląsk, Hans Schellendorf był jednym z najwytrwalszych stronników króla Jerzego, a po jego śmierci w 1471 wspierał też Władysława Jagiellończyka w walce z królem węgierskim, Maciejem Korwinem i asystującym go Wrocławiem. Zdołał też dwukrotnie obronić zamek przed atakiem wojsk węgierskich w 1475 i 1477. Dopiero kolejne oblężenie z 1482, zorganizowane przez stany śląskie i łużyckie oraz wojska węgierskie, złamało opór niepokornego feudała, który ostatecznie został wtrącony do więzienia .
Maciej Korwin przekazał zamek staroście Jerzemu von Stein, który w trakcie podboju był dowódcą zjednoczonych sił węgierskich i wrocławskich. Jerzy jako pierwszy przyczynił się do zmiany charakteru zamku z twierdzy, zamieniając większość pomieszczeń obronnych na mieszkalne. W tym okresie powstała południowa część obiektu na cześć władcy zwana odtąd Skrzydłem Macieja.

### 1484–1599
Od 1484 do 1497 starostą Książa był Fryderyk von Hohberg. W 1497 Władysław II Jagiellończyk, wydzierżawił dobra książańskie (2 miasta, 5 zamków i 17 wsi) za 10 tys. groszy praskich swemu kanclerzowi, Janowi von Schellenbergowi. W 1503 roku jego syn Jerzy von Schellenberg zamienił dobra Książ na dobra głubczyckie z Piotrem Haugwitzem . Ten ostatni 11 czerwca 1509 roku sprzedaje Książ i sąsiadujące z nim dobra za nieznaną kwotę rycerzowi, Kunzowi von Hohbergowi (rodzina Hohberg w 1714 roku zmieniła nazwisko na Hochberg) . To właśnie jego ród w największym stopniu wpływa na historię Książa (obiekt pozostaje w ich rękach aż do jego konfiskaty przez nazistów w 1941 r.). Dzięki tej możnej śląskiej familii zamek przechodził liczne „metamorfozy”.
W latach 1548–1555 Hochbergowie dokonali pierwszej dużej przebudowy nadając zamkowi styl renesansowy, równocześnie znacząco rozszerzyli swoją posiadłość, która w 1599 obejmowała 31 wsi i miasta Boguszów, Mieroszów i Świebodzice.

### 1605–1688
5 kwietnia 1605 r., Konrad III von Hochberg otrzymuje od cesarza Rudolfa II dziedziczne prawo do zamku w miejsce dzierżawy. Zamek staje się dziedziczną własnością rodu Hochberg, którą władali przez następne 400 lat. W czasie wojny trzydziestoletniej w latach 1618–1648 na zamku Książ przebywał sam Albrecht von Wallenstein.
W trakcie tego konfliktu Książ kilkakrotnie ulegał częściowemu zniszczeniu i był plądrowany. Umocnienia zniszczone podczas ataku Szwedów w 1646 roku, przebudowano w 1648 na tarasy ogrodowe w stylu francuskim. W 1688 przebudowano północne skrzydło (tzw. Długi Mur).

### 1705–1847

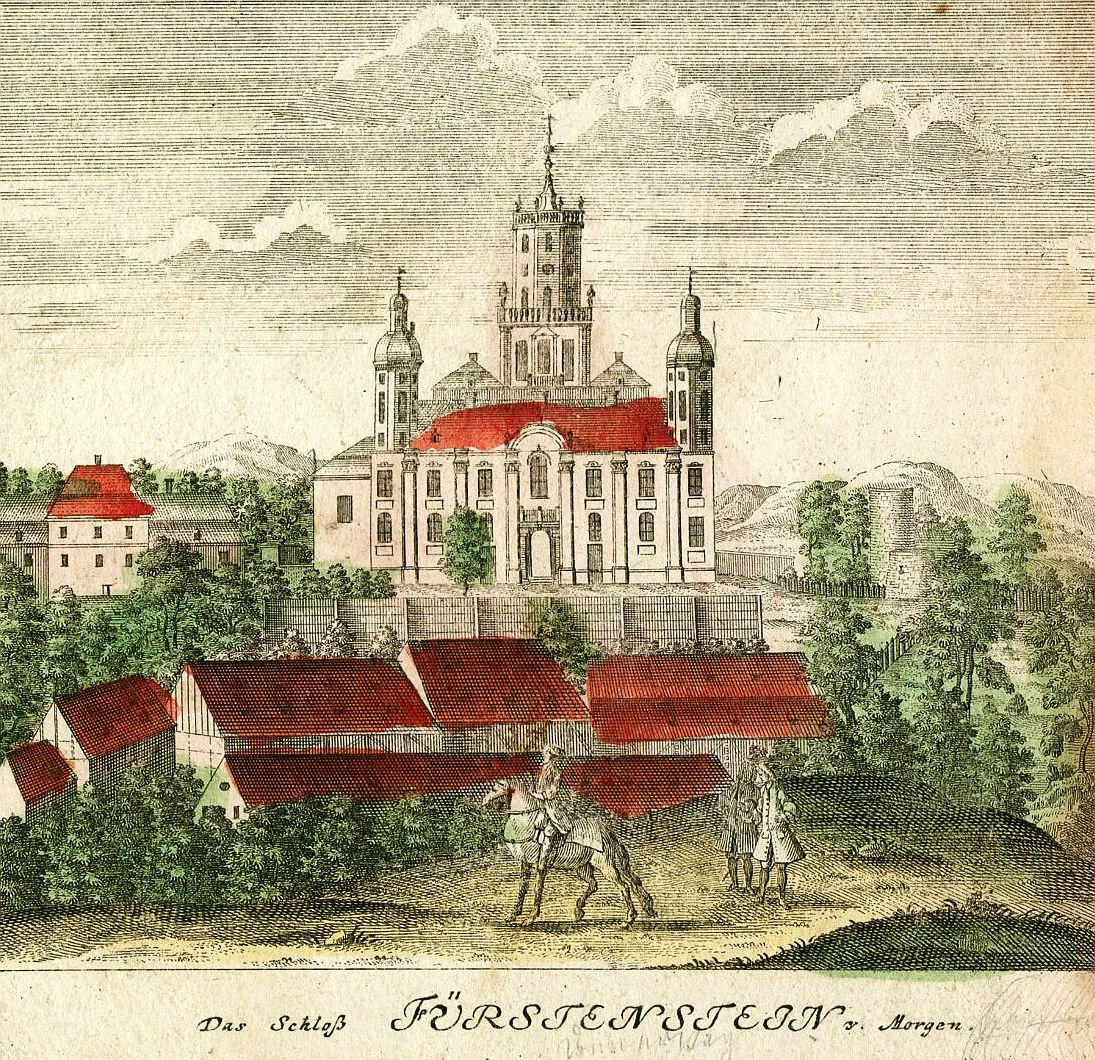
Zamek Książ w 1738 roku, rycina rysunku Friedricha Bernharda Wernera

W latach 1705–1732 Konrad Ernest Maximilian von Hochberg (1682-1752) zainicjował tzw. pierwszą wielką przebudowę zamku. Budowniczym został Feliks Antoni Hammerschmidt. Usunięto dawne fortyfikacje, powstały nowe pomieszczenia gospodarcze, bramy wjazdowe, tarasy ogrodowe i mała architektura. W tym okresie powstała również biblioteka pałacowa, zbiory przyrodnicze i kolekcje sztuki. Powstało reprezentacyjne skrzydło barokowe, Dziedziniec Honorowy i budynki przedzamcza (oficyny, łaźnia, budynek bramny, posterunek i biblioteka). Na Wzgórzu Topolowym zbudowany zostaje także pawilon letni, który w II połowie XIX wieku staje się rodzinnym mauzoleum Hochbergów. W 1772 utworzono majorat ksiąski. 
W latach 1789–1833, Jan Henryk VI von Hochberg zagospodarowuje najbliższe otoczenie zamku. Na terenie parku zamkowego wg projektu Christiana Wilhelma Tischbeina powstają różne budynki, przebudowane zostały istniejące resztki ruin dawnego zamku tzw. (Starego Książa) i przekształcone na romantyczne ruiny dla księcia Hansa Heinricha IV Hochberga. 
W 1844 r., powstała też słynna stajnia i masztalarnia (Po wojnie przejęło ją polskie Ministerstwo Rolnictwa, obecnie prowadzona jest tam jednostka hodowli koni, grupująca ogiery głównie rasy śląskiej). W roku 1847, do dóbr dołączono księstwo pszczyńskie. 

### 1856–1938

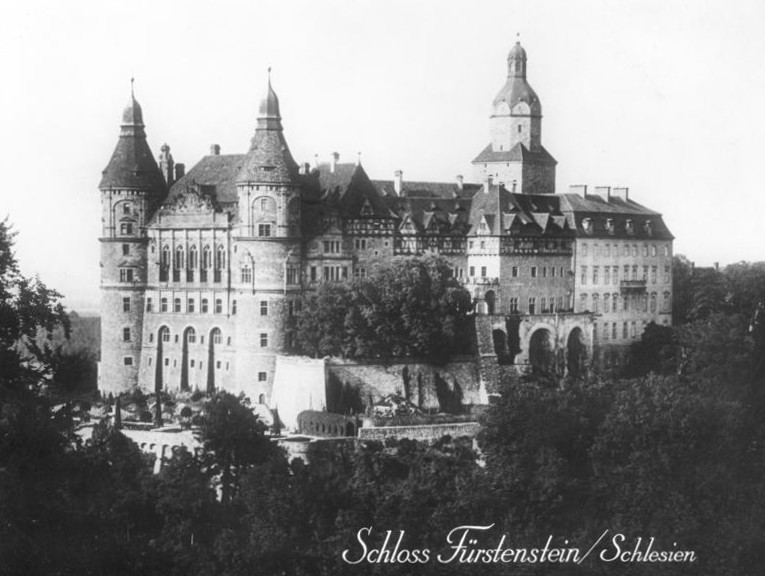
Zamek Książ w 1920 roku

W 1856 roku, panem na Książu zostaje Jan Henryk XI von Hochberg, hrabia von Hochberg i książę von Pleß – w ostatnich latach swojego życia nawet Herzog von Pleß. Tytuł arcyksięcia był najwyższym tytułem książęcym, jaki mogła otrzymać osoba spoza rodziny panującej.
Projekty i przemiany jakie wprowadził Jan Henryk XI trudno dzisiaj wyliczyć. Warto wspomnieć choćby o: zakładaniu dróg, parków i lasów; stworzeniu bezpłatnej szkoły kucharskiej dla córek pracowników zatrudnionych w wałbrzyskich kopalniach; zorganizowaniu kształcenia wieczorowego dla młodych robotników; wspieraniu parafii, bez względu na wyznanie oraz kas pogrzebowych, szpitalnych, wdowich, rentowych i emerytalnych. Rodzina Hochbergów była mocno zaangażowana w pomoc najuboższym – w końcu XIX wieku członkowie rodu wydawali na cele socjalne rocznie 60 000 marek. W okresie świąt Bożego Narodzenia na terenie Zamku Książ księżna Daisy von Pless organizowała spotkania świąteczne dla ubogich dzieci i starców. Na spotkaniach tych księżna obdarowywała potrzebujących jedzeniem i prezentami a dzieci zabawkami. Podczas tego spotkania ubodzy mogli dowoli spożywać przygotowane przez kuchnię książęcą ciasta i gorącą czekoladę. W 1905 roku spotkania te zgromadziły w sumie 3000 osób w tym 1000 dzieci. Podobne akcje księżna organizowała na zamku w Pszczynie .
Reformy przeprowadzone przez Jana Henryka XI stały się podwalinami reformy socjalnej Ottona von Bismarcka'.
8 grudnia 1891, Jan Henryk XV Hochberg, syn Jana Henryka XI, żeni się w Londynie z Marią Teresą Cornwallis West, znaną dzisiaj jako Księżna Daisy. Błogosławieństwa młodej parze osobiście udzieliła sama Królowa Wiktoria. Księżna Daisy stała się jedną z najbardziej znanych postaci Zamku Książ, a swoje przemyślenia spisała w pamiętniku „Lepiej przemilczeć” wydanym w języku polskim'. W latach 1896 – 1914 Zamek Książ był jedną z dwóch obok zamku w Pszczynie rezydencji, w których hrabia Jan XV Henrich von Hochberg i Daisy  Hochberg von Pless przyjmowali w gościnę przedstawicieli elit europejskich. W latach tych częstym gościem na zamku był wielki książę Meklemburgii Fryderyk III, Wilhelm von Preussen syn cesarza Wilhelma II oraz Jennie Jerome (matka Winstona Churchilla).  Podczas spotkań towarzyskich organizowano polowania, grę w krykieta, grę w golfa, grę w podchody, grę w ojca Wirgiliusza, śpiewy, skirt dances czy grę na fortepianie. Ponadto z rzadka w otoczeniu księżnej Daisy organizowano seanse spirytystyczne przy użyciu ruchomego i pukającego stolika .

W latach 1909–1923 książę Jan Henryk XV Hochberg dokonał tzw. drugą wielką przebudowę zamku, m.in. dobudował nowe skrzydło i zmodernizował tarasy z fontannami. Powstała również eklektyczna fasada z dwoma cylindrycznymi wieżami i wieża główna o wysokości 47 metrów, zwieńczona kulistym hełmem z latarnią. Przed I wojną światową wybudowano także palmiarnię w Lubiechowie i urządzono ogród japoński. Zamek Książ pełnił funkcję posiadłości, w której stale odbywała okres połogu księżna Daisy von Pless. Dotyczy to każdej z jej trzech ciąż. Powiła tu swych trzech synów; Jana Henryka XVII, Aleksandra Fryderyka Wilhelma oraz Bolko Konrada Fryderyka . 

### 1939–1946

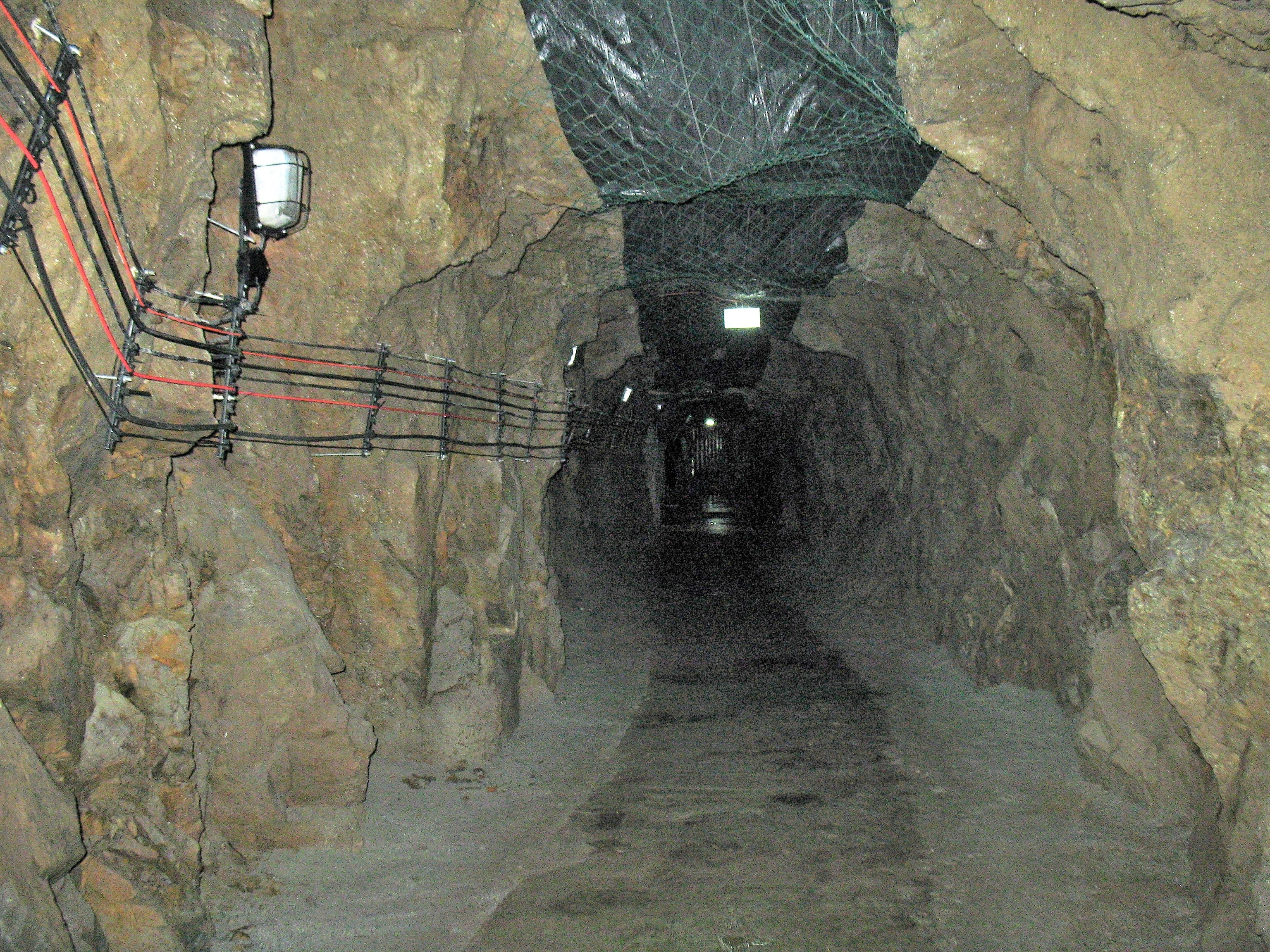
Podziemia Książa, 28 września 2019 r.

W 1943 r. władze III Rzeszy zakupiły zamek, ostatnią z rodziny Hochbergów na zamku była Maria Hochberg von Pless, która w 1940 r. opuściła Książ. Od 1944 r. organizacja Todt przystąpiła do przekształcania zamku w jedną z kwater Adolfa Hitlera. Na potrzeby prowadzonych przez więźniów prac w maju 1944 r. stworzono tu filię obozu koncentracyjnego Groß-Rosen. Podczas prowadzonej przez nazistów przebudowy zniszczono większość zabytkowego wystroju wnętrza. Przed głównym portalem wydrążono szyb windowy głębokości 40 metrów, a pod zamkiem tunele i podziemny schron (podziemia są udostępnione dla turystów od 1 kwietnia 2018). W tym czasie w zamku przechowywano część zbiorów berlińskiej Biblioteki Państwowej. Według niektórych badaczy była to mistyfikacja – w rzeczywistości pod obiektem powstał podziemny kompleks, mający służyć jako fabryka sprzętu wojskowego, depozyt cennych przedmiotów oraz tajnych dokumentów, a także, podobnie jak cała okolica, miejsce badań nad bronią atomową, choć historycy mają różne zdania na temat przeznaczenia podziemi pod zamkiem oraz tuneli. 
Synowie Daisy i Jana Henryka XV walczyli przeciw Hitlerowi: Jan Henryk XVII w armii brytyjskiej, a Aleksander w wojsku polskim. W latach 1945–1946 w zamku stacjonowały wojska radzieckie, które stale dewastowały obiekt. Rozgrabione zostały również zbiory Książańskiej Biblioteki Majorackiej (ponad 64 tys. tomów). Prawdopodobnie większość egzemplarzy została wywieziona na teren ówczesnego ZSRR'.

### 1956–1991
W latach 1956–1967 zdewastowany zamek niszczał, plądrowany przez okoliczną ludność. Obiekt był traktowany jako spuścizna niemiecka, przez co budziła zainteresowanie szabrowników. Dopiero w latach 1956–1962, Książ zostaje stopniowo zabezpieczany przez Wojewódzkiego Konserwatora Zabytków z Wrocławia. Uzupełnione zostają ubytki w drzwiach i oknach na zewnątrz, tak by uniemożliwić włamywanie się na teren obiektu. W tym okresie na Dziedzińcu Honorowym znajduje się wykopany jeszcze przez nazistów ogromny szyb windowy, który zostaje zasypany w 1967 roku’.
Od 1971 w podziemiach znajduje się Dolnośląskie Obserwatorium Geofizyczne, podległe pod Instytut Geofizyki Polskiej Akademii Nauk. Do 1973 Książ znajdował się na terenie wsi o tej samej nazwie, ostatecznie włączonej w granice miasta Wałbrzycha. W 1974 rozpoczęły się kompleksowe prace remontowe sal barokowych prowadzone przez ekipę prof. Józefy Wnukowej z Akademii Sztuk Pięknych w Gdańsku. Zaprojektowane zostały piękne tkaniny w salonach barokowych, które są dzisiaj najbardziej reprezentatywnymi pomieszczeniami Zamku Książ. Z uwagi na planowany remont tym częściom zamku ma zostać przywrócony pierwotny eklektyczny wygląd.
W 1991 roku właścicielem zamku została gmina Wałbrzych, a budynkiem zarządza Zamek Książ w Wałbrzychu Sp. z o.o..

### Od 2005
Z ramienia gminy Wałbrzych w 2005 r., rozpoczął się ogólny remont zamku, doszło do zmiany elewacji zamkowej od strony wschodniej (front), rekonstrukcję Tarasu Północnego oraz udostępnienie go zwiedzającym. Środki unijne pozwoliły na renowację kompleksu pałacowo-parkowego. W 2010 roku zainicjowano montaż elektronicznego systemu przeciwpożarowego, a w 2013 roku, modernizację i przebudowę ulic Piastów Śląskich oraz Jeździeckiej, a także przebudowa i modernizacja III piętra na Centrum Kongresowo-Kulturalne. Przełomowe było również ponowne połączenie wałbrzyskiej Palmiarni i zamku jako kompleksu obiektów, dwa etapy renowacji mauzoleum Hochbergów, uruchomienie nowej iluminacji zamku, kilkuetapowy remont dachu (zmiana z miedzianej blachy na dachówkę ceramiczną), przebudowę przedzamcza (tzw. Taras Widokowy oraz Ogrody Idy).

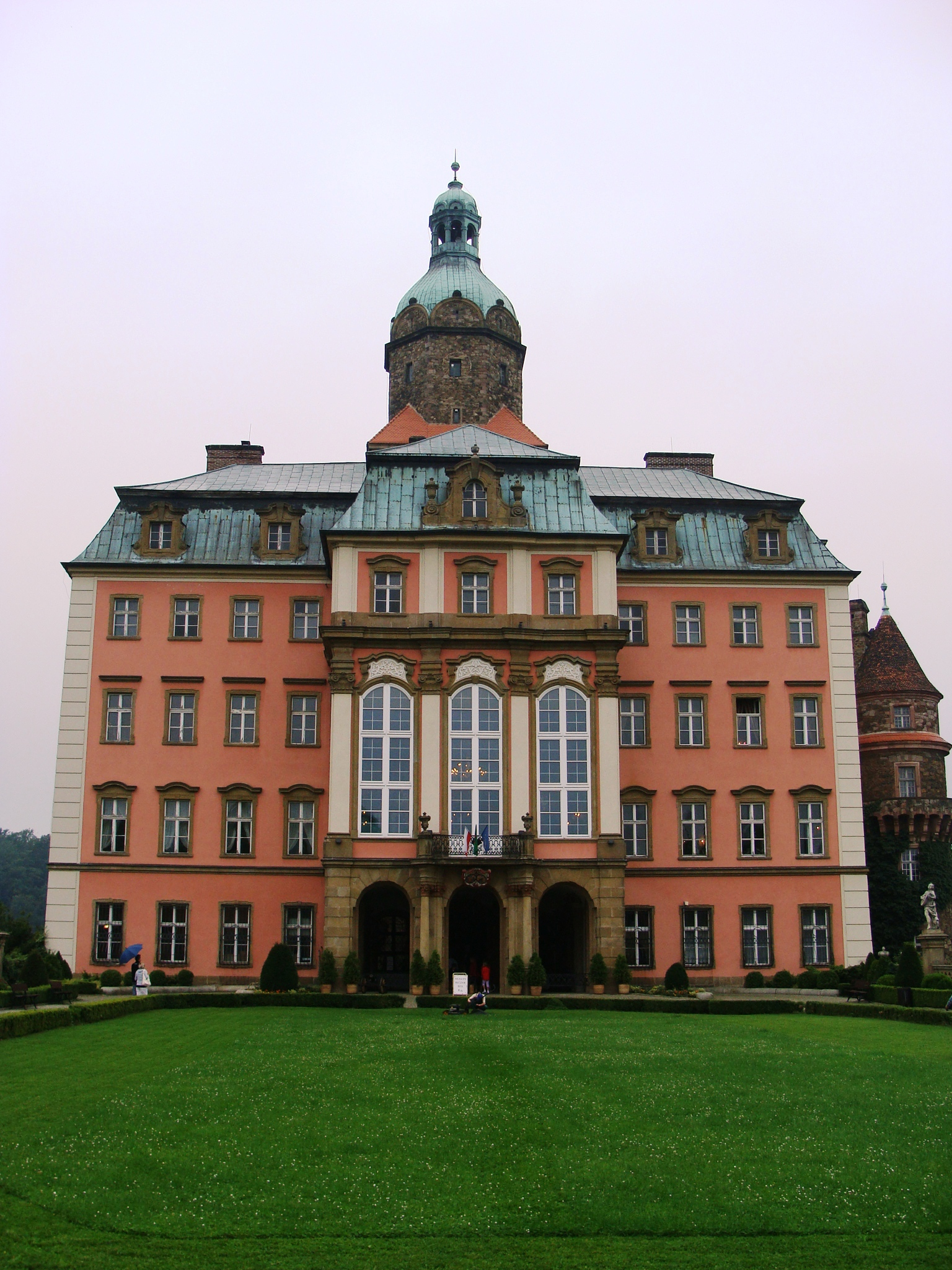
Elewacja frontowa
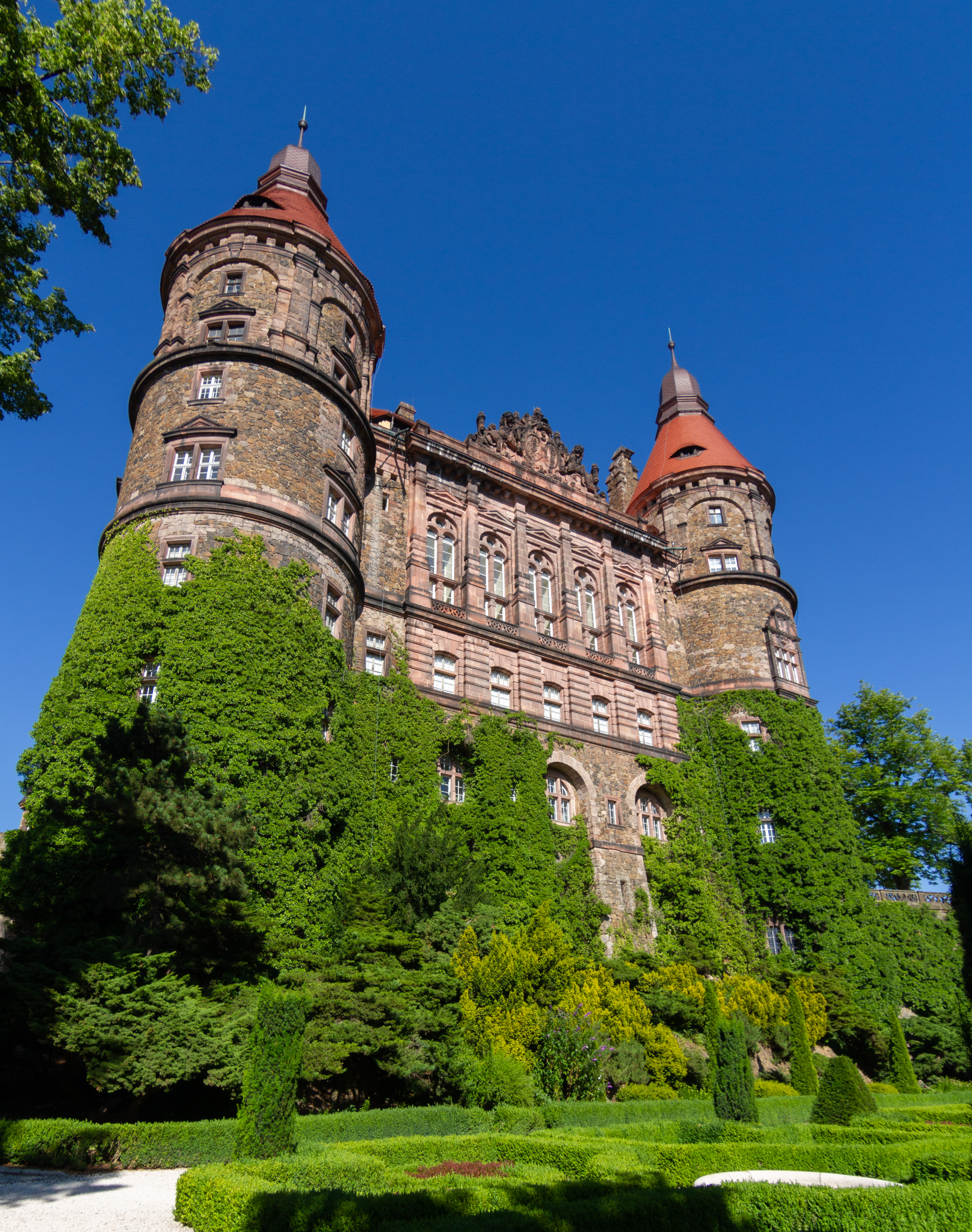
Elewacja tylna
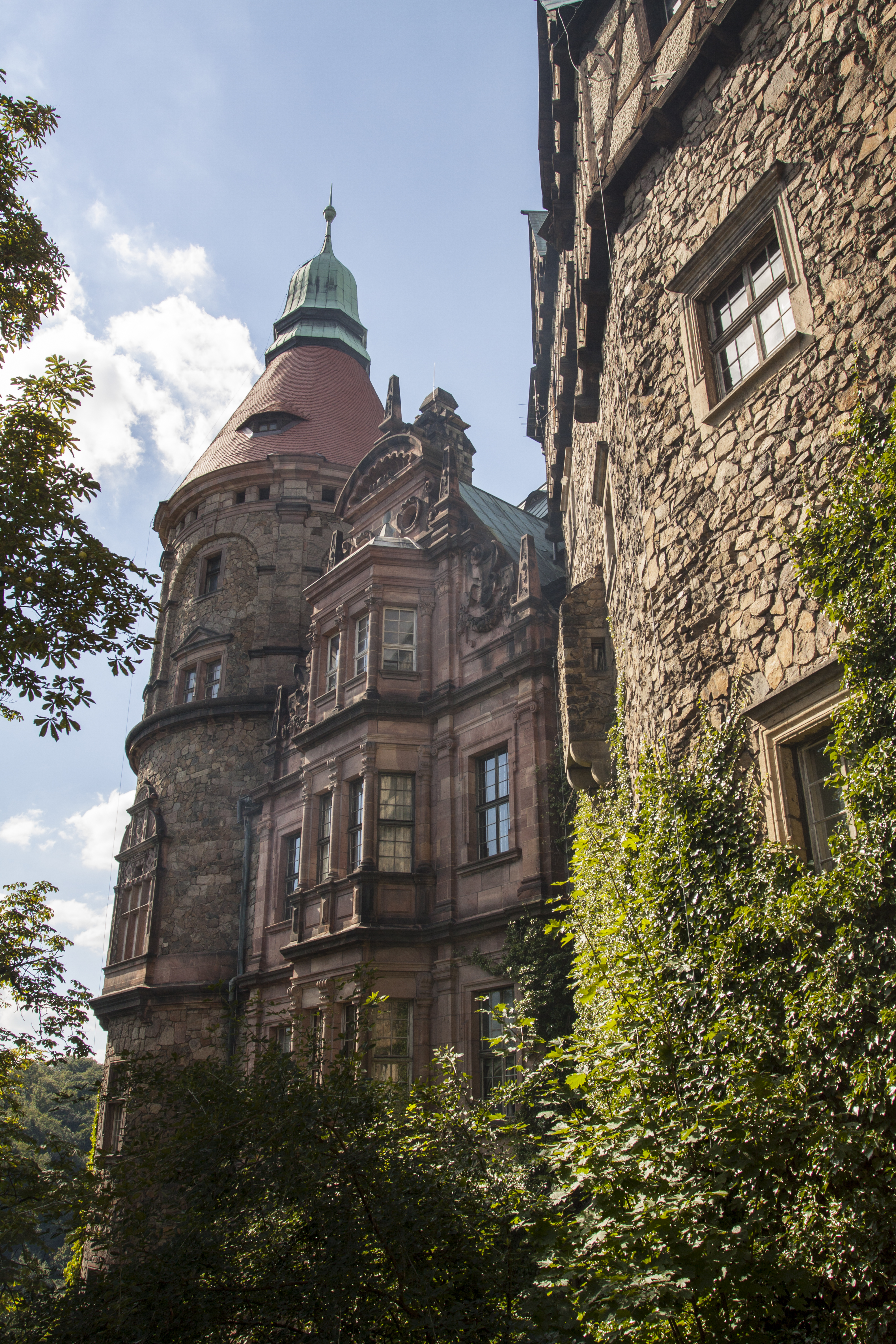
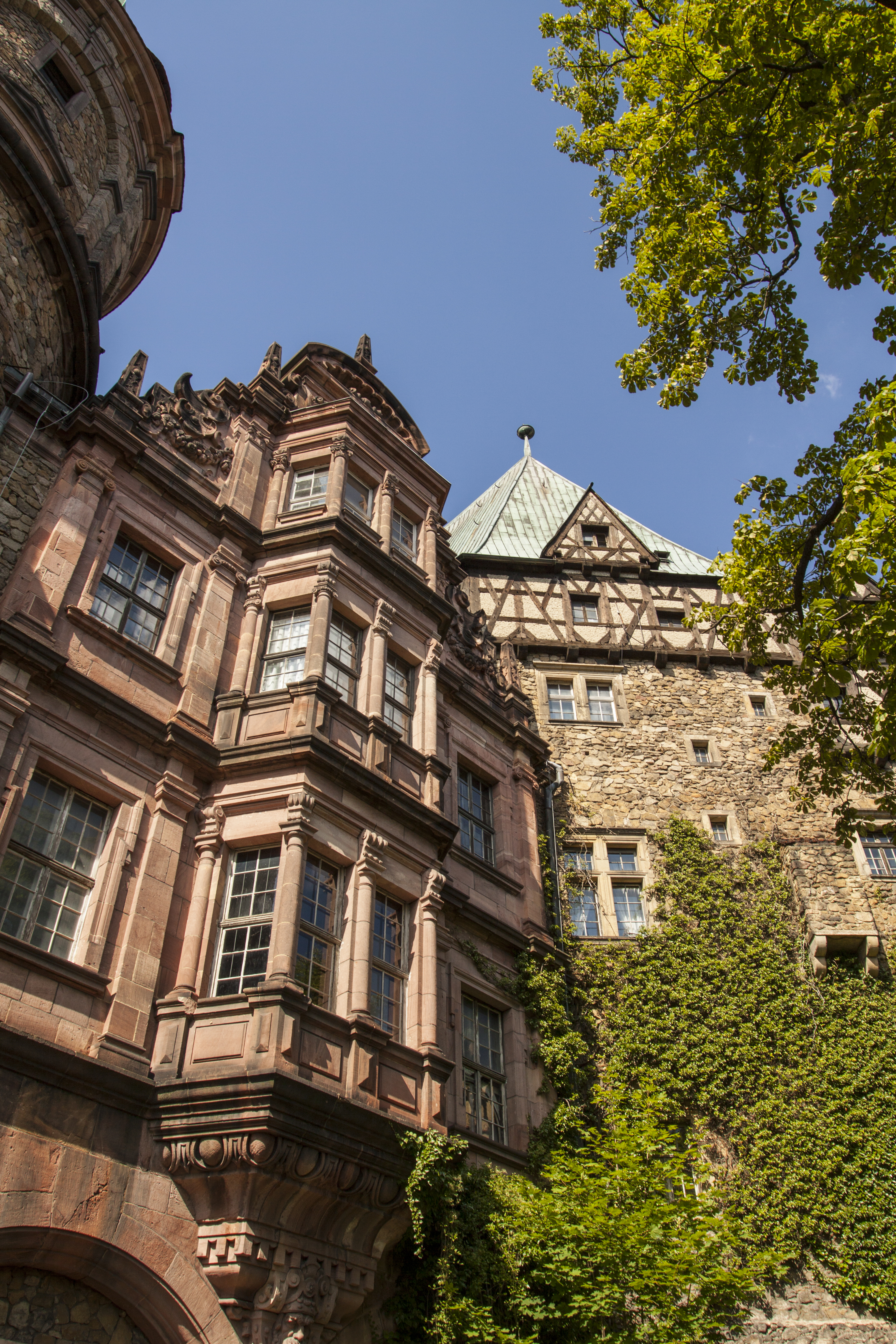
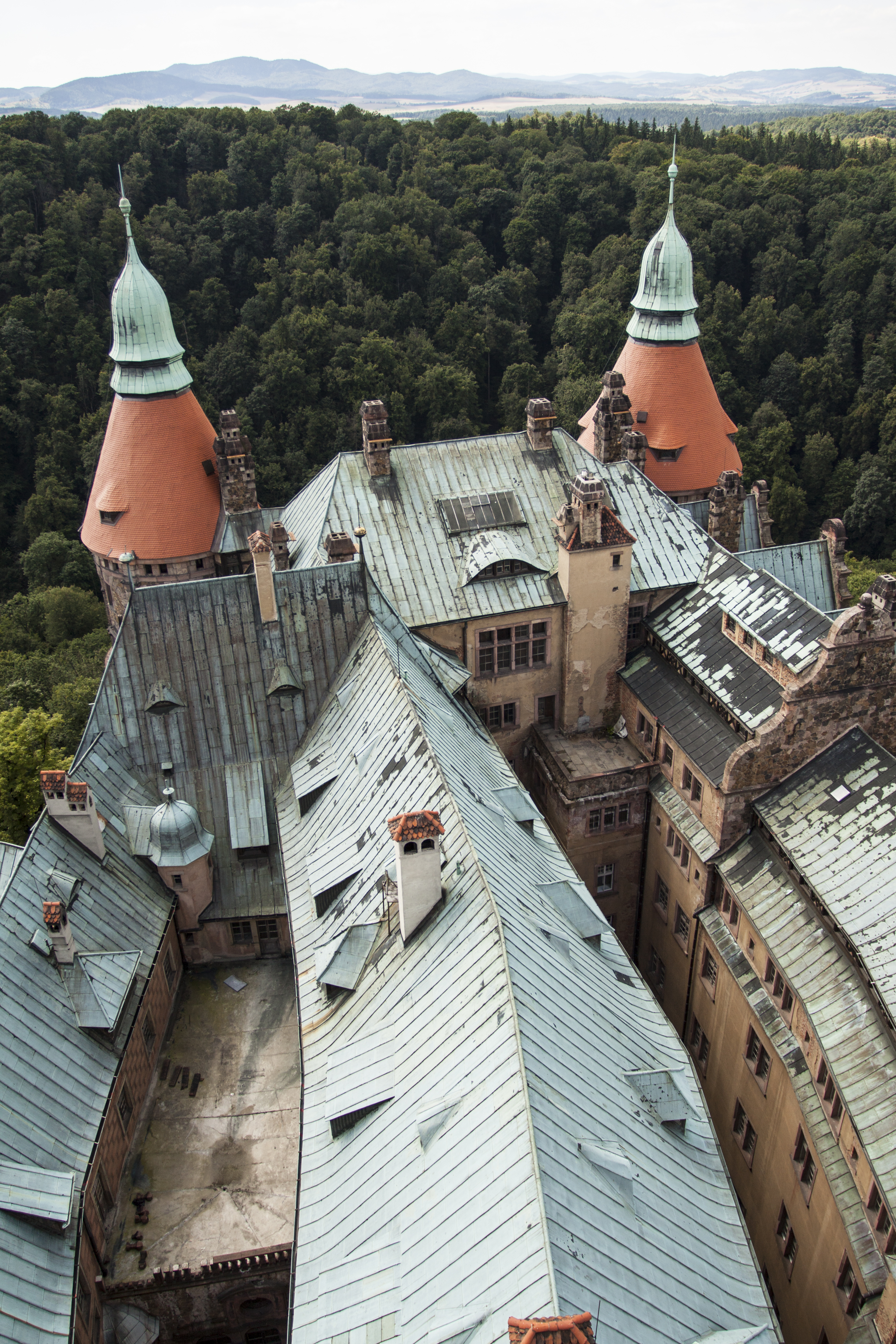
Widok z wieży

10 grudnia 2014 około godziny 14:00 we wschodniej części poddasza zamku wybuchł pożar, w wyniku którego spaliła się znaczna część poddasza i dachu. Z oszacowanych strat wynika, że uszkodzone zostało około 500 m² dachu i poddasza. Z zamku ewakuowano turystów i pracowników. Do 13 grudnia 2014 nie był on dostępny dla turystów. W akcji gaśniczej uczestniczyło 37 zastępów straży pożarnej z całego województwa dolnośląskiego. Śledztwo wykazało, że do pożaru przyczynili się pracownik i szef z jednej z wynajętych firm prowadzących na dachu prace remontowe. Przyczyną pożaru miało być nieumiejętne posługiwanie się palnikiem gazowym przez jednego z pracowników na zlecenie szefa firmy, która prowadziła prace remontowe. Wałbrzyska prokuratura postawiła dwóm mężczyznom zarzut nieumyślnego spowodowania pożaru. Mężczyźni przyznali się do winy. W kwietniu 2015 zakończono odbudowę zniszczonego w pożarze dachu. Koszt remontu wyniósł 520 tysięcy złotych.
W wyniku sprawnie prowadzonej akcji ratowniczo-gaśniczej straty zostały zminimalizowane m.in. udało się uniknąć zalania znajdującej się bezpośrednio pod miejscem powstania pożaru bezcennej sali Maximiliana.
Rok 2015 rozpoczęło otwarcie wystawy „Metamorfozy Zamku Książ” współorganizowanej z Muzeum Narodowym we Wrocławiu. Dawne dzieła Hochbergów powracają do zamku po 70 latach. Udostępnienie ekspozycji zwiedzającym w dniu 11 lipca 2015 r. zostało uznane za najważniejsze wydarzenie w powojennej historii Zamku Książ. Po kilkudziesięciu latach do zamku powróciło bowiem 10 dzieł sztuki z dawnej kolekcji Jana Henryka XV von Hochberga i jego żony Księżnej Daisy. Łącznie w Książu znalazło się aż 38 obrazów związanych z historią obiektu lub fascynacjami dawnych właścicieli tego miejsca. Wszystkie dzieła pochodzą ze zbiorów Muzeum Narodowego we Wrocławiu i zostały wybrane do ozdobienia zamkowych sal.
W kwietniu 2015 r. jedna z ksiąg, XVIII-wieczna „Kronika Saksońska” autorstwa Jonanna Christiana Crell, wróciła do Książa. W maju 2015 r. do zamku powróciła także zabytkowa porcelana Carla Tielscha, pochodząca z 1873 roku. Prawdopodobnie była w zamku na początku XX wieku. Ta autentyczna śląska porcelana została stąd wywieziona w powojennej zawierusze i zwrócona przez anonimowych darczyńców.
16 października 2018 r., została otwarta „Podziemna Trasa Turystyczna” w tunelach drążonych podczas II wojny światowej. W tym samym roku zamek znalazł się na liście „7 cudów Polski” na 100-lecie Niepodległości Polski.
W marcu 2019 roku, w czasie prac remontowych w Sali Krzywej pod lamperiami odkryto polichromie, zamalowane w czasie II wojny światowej przez nazistów.
Obecnie zamek corocznie odwiedza ponad 300 000 turystów, w dużej części za sprawą odbywającego się co roku „Festiwalu Kwiatów i Sztuki”, na który w ciągu kilku dni przybywa do 100 tysięcy osób.

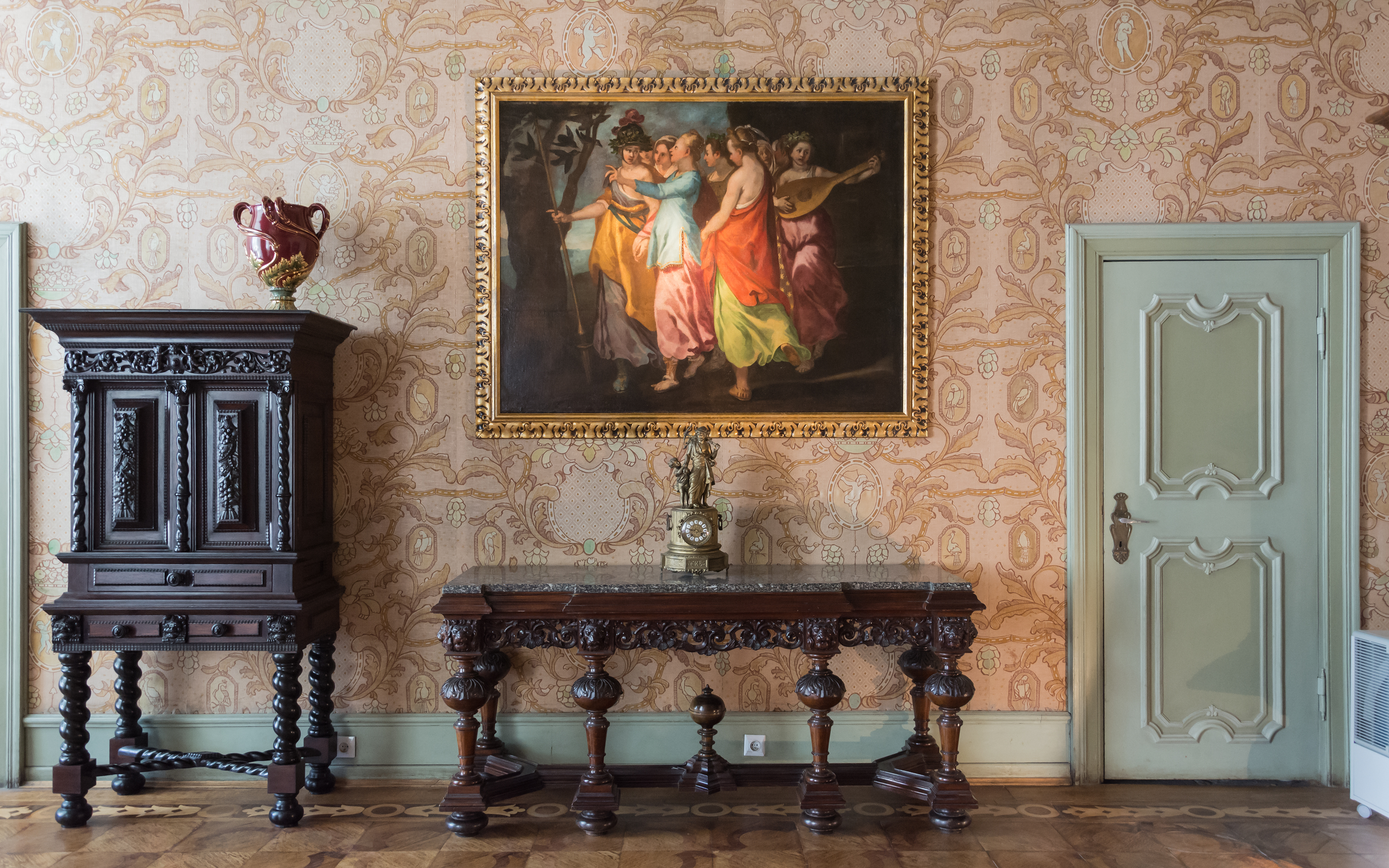
Salon barokowy
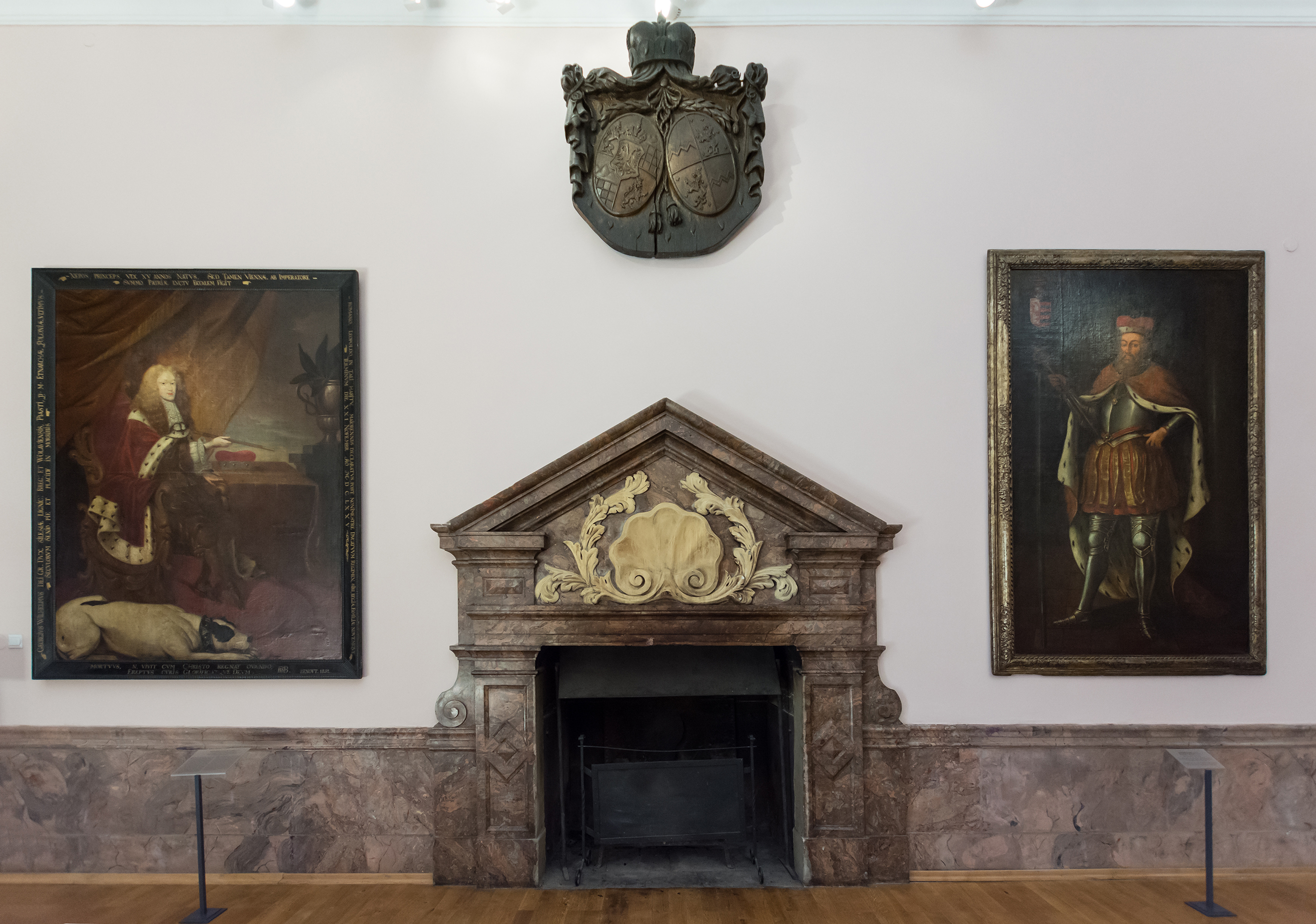
Sala Konrada z herbami Jana Henryka XV i Daisy
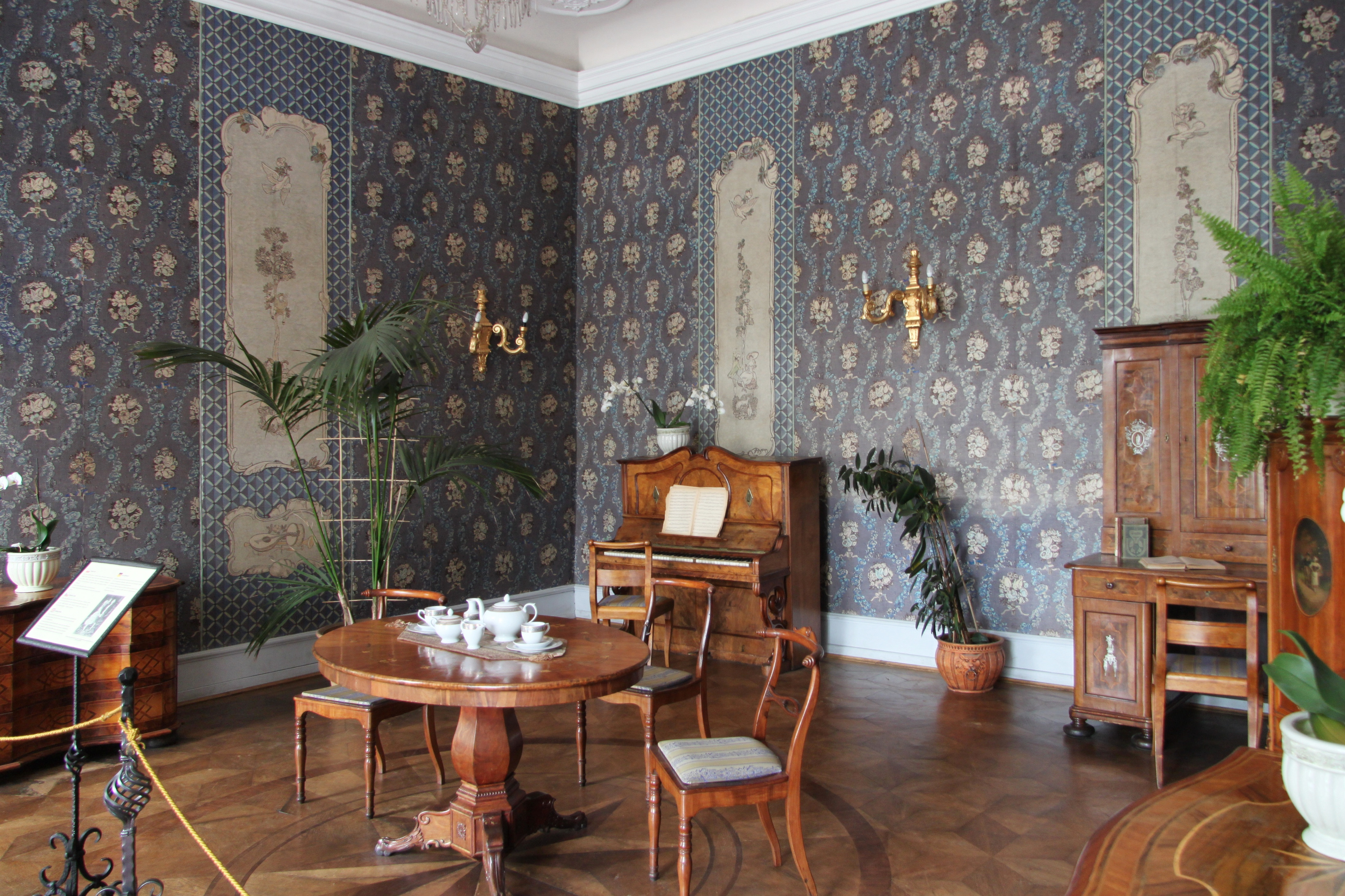
Salon zabaw
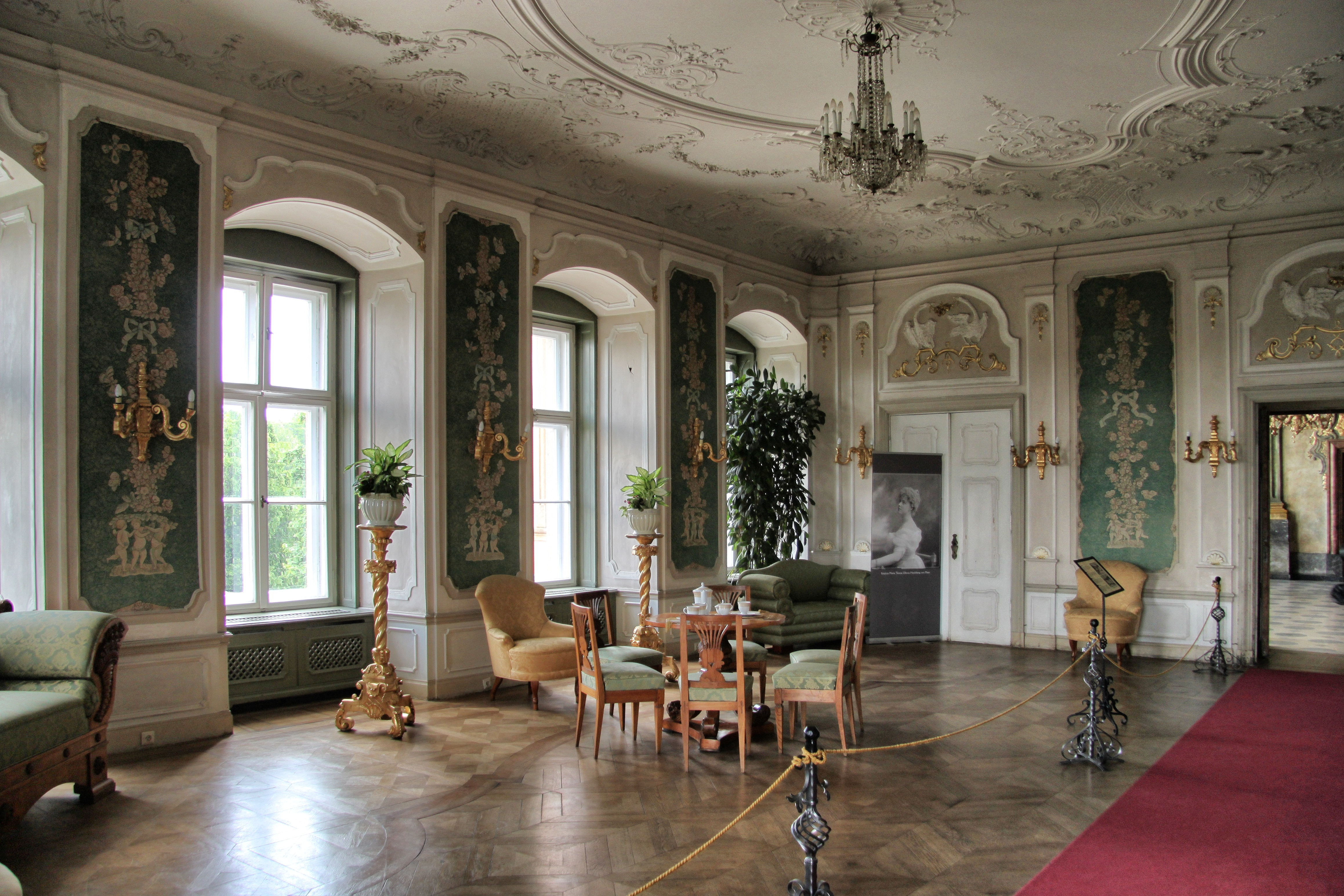
Zielony salon
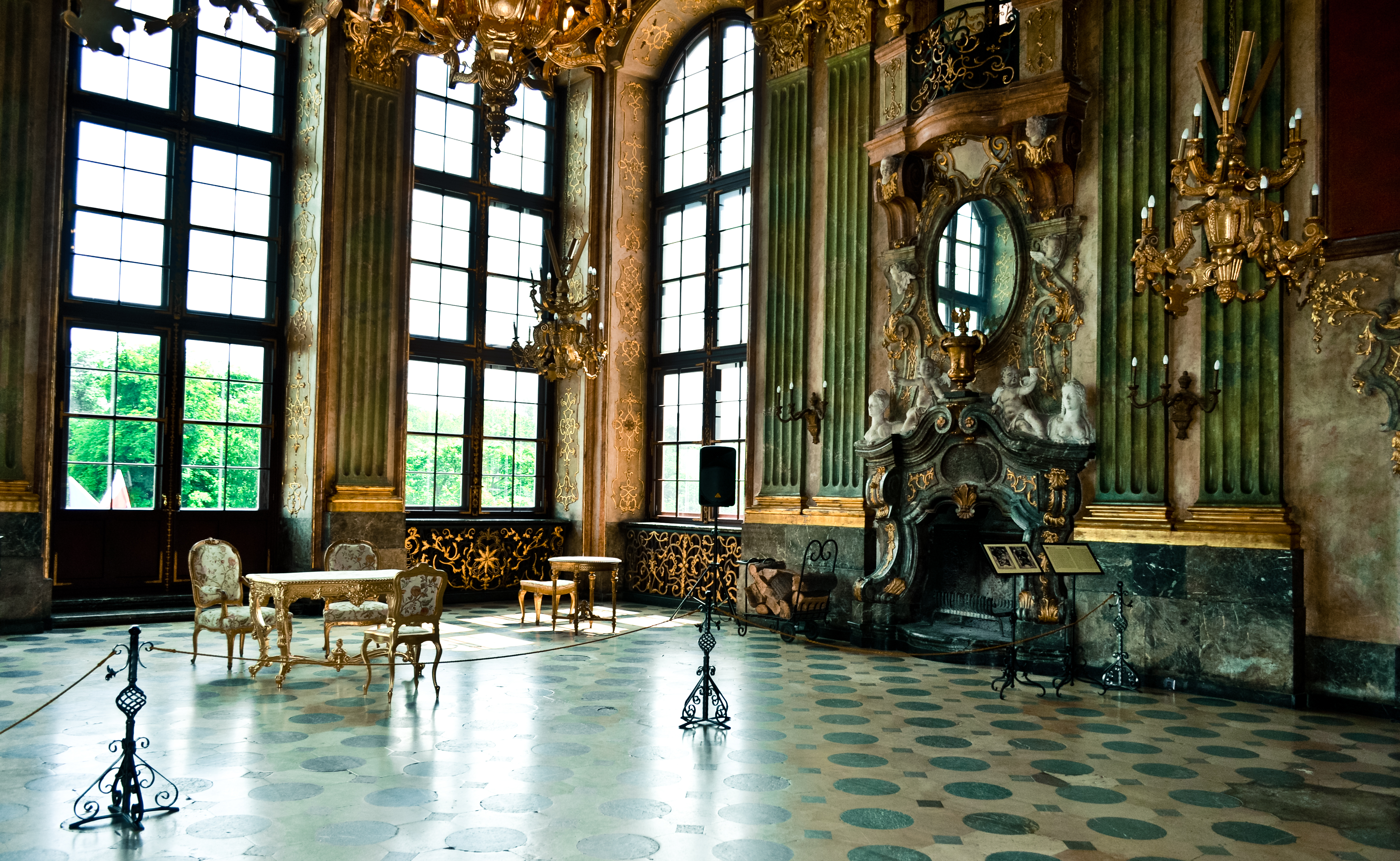
Komnata Maximiliana
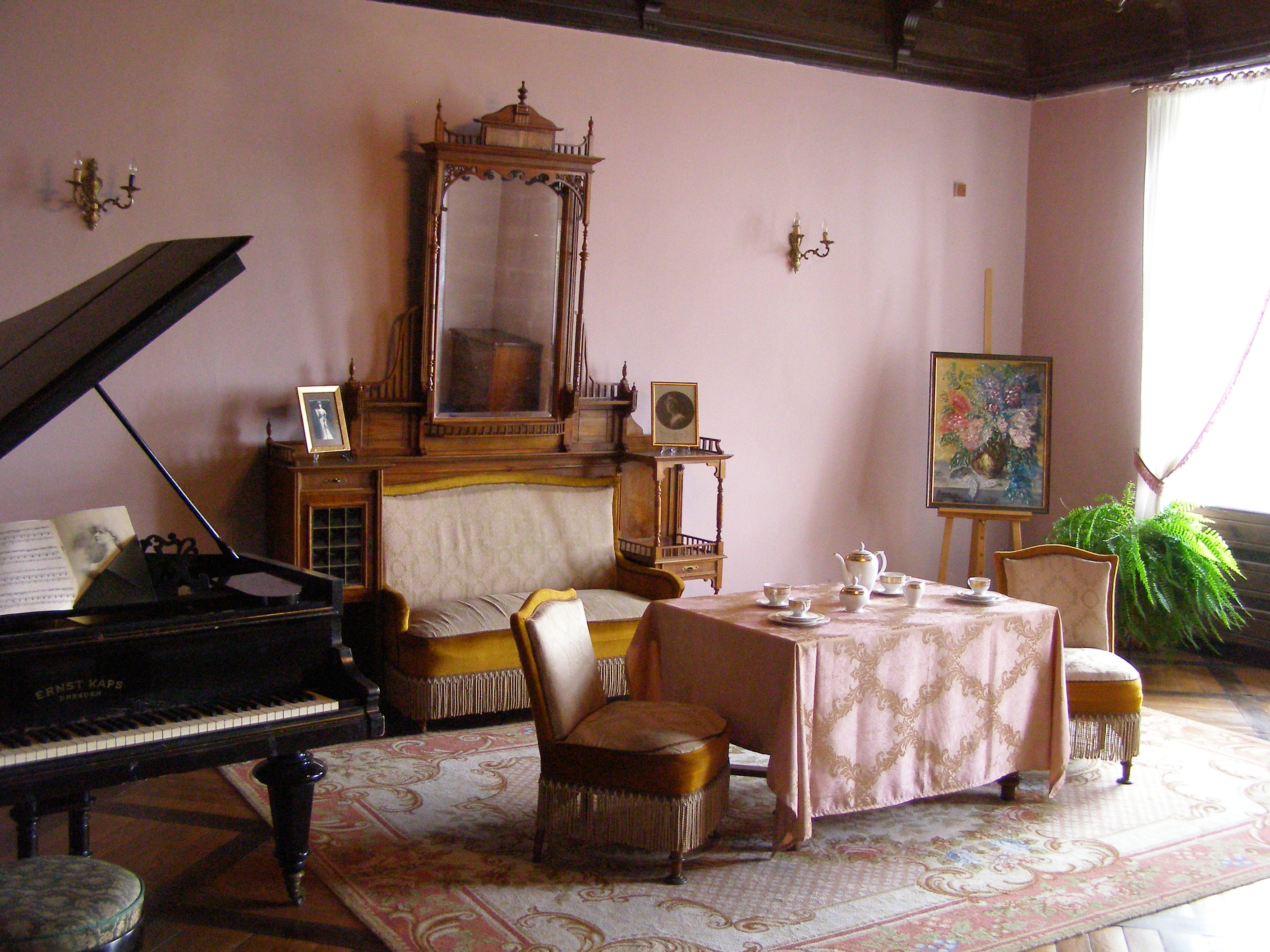
Pokój muzyczny
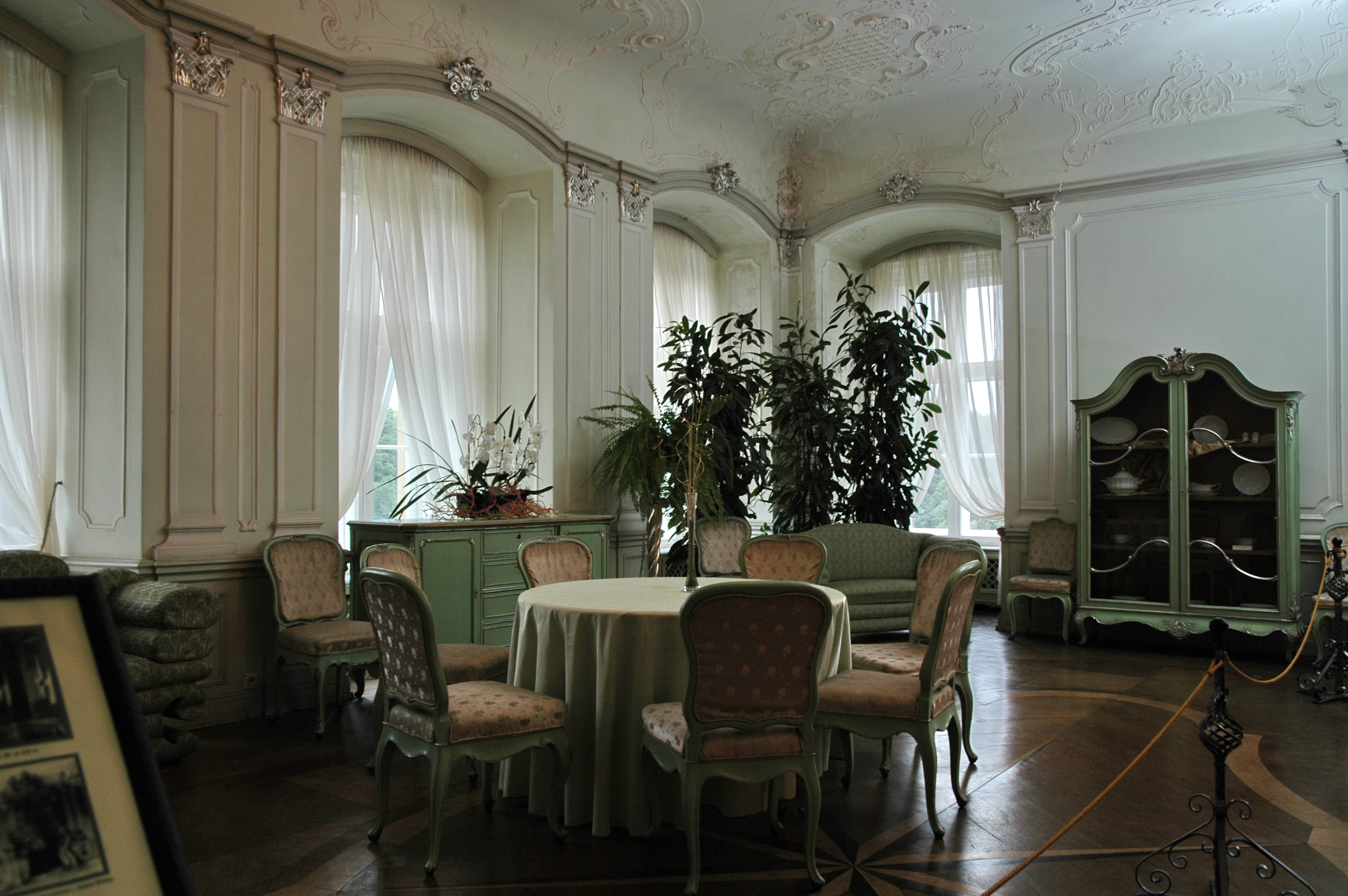
Biały salon
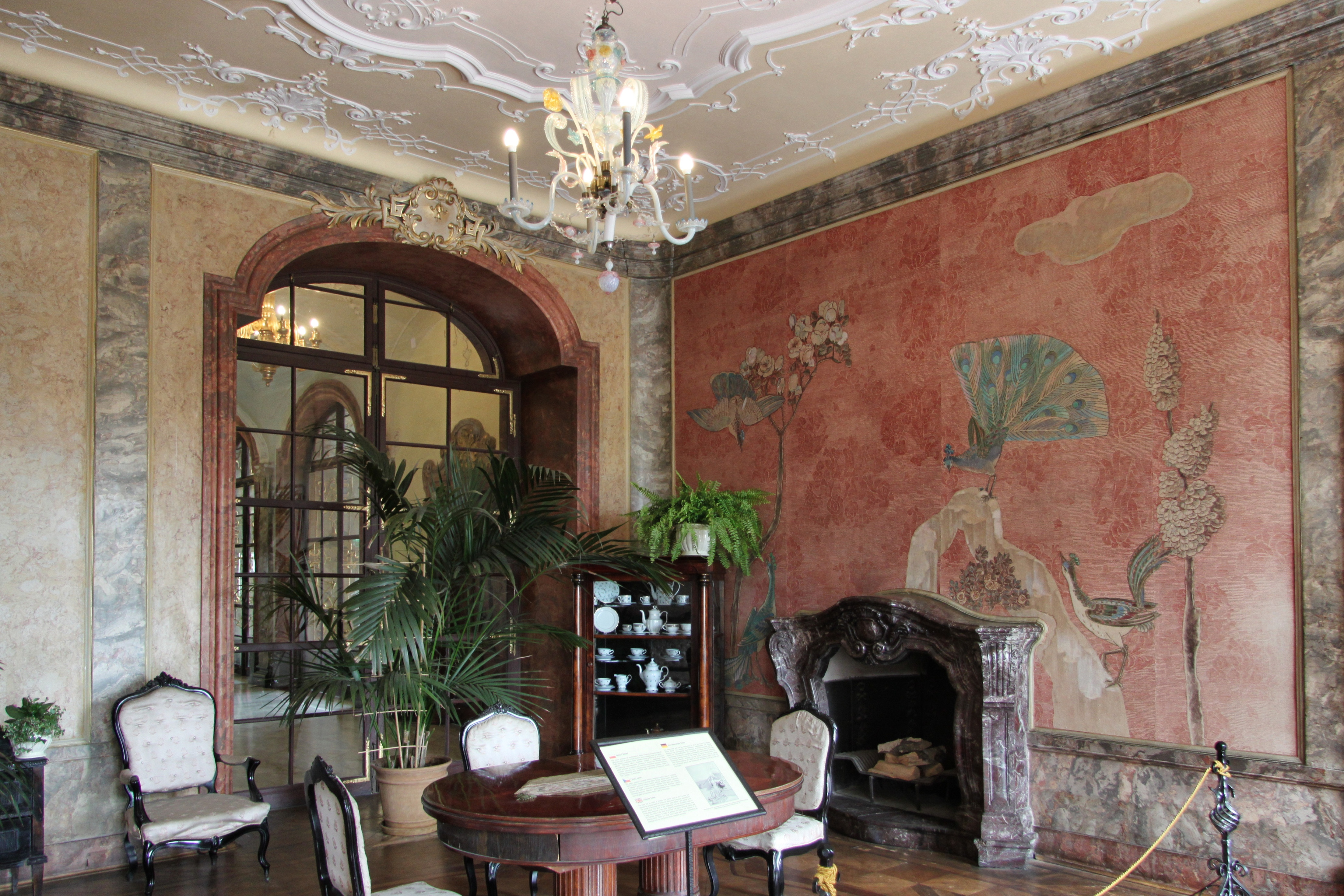
Salon chiński

## Architektura
Zamek zbudowany jest wewnątrz malowniczych lasów, w wąwozie przepływającej w dole rzeki Pełcznicy. Umiejscowiony jest na urwistym skalnym masywie, na wysokości 395 m n.p.m. (ok. 80 m nad dnem doliny). W jego południowo-wschodniej części usytuowano zamek górny, wzniesiony na planie owalu. Głównym elementem jest czworoboczna wieża, a z młodszą, lecz jeszcze średniowieczną fazą budowy związane jest także powstanie zabudowy wzdłuż obwodu obronnego z soczewkowatym dziedzińcem na dłuższej osi zamku. Na zewnątrz kurtyny południowo-wschodniej wybudowano wówczas również trójkondygnacyjny dom na planie załamanego prostokąta. Od strony stoku wsparty on został przez trzy potężne przypory. Mógł pełnić funkcje reprezentacyjne, choć nie wiadomo czy zachowane w nim sklepienie sieciowe nie jest wynikiem regotycyzacji. W tym czasie mógł już istnieć także budynek kuchni z charakterystycznym kominem butelkowym, dostawiony do południowo-zachodniego odcinka muru obwodowego.
Do zamku górnego od południa przylegało przedzamcze o owalnym zarysie. Od strony południowo-wschodniej umieszczono dziedziniec z bramą wjazdową, poprzedzoną wykutą w skale fosą. Za nią leżał zamek dolny z własnymi obwarowaniami. Otoczony był murem zwieńczonym blankami i dodatkowo wzmocniony cylindrycznymi basztami, wysuniętymi przed lico obwodu obronnego.
W dzisiejszej barokowo-neorenesansowej bryle zamku ciężko odnaleźć jego średniowieczny, pierwotny wygląd. Najlepiej dostrzegalnym elementem z tego okresu jest wieża główna.

## Zabytki

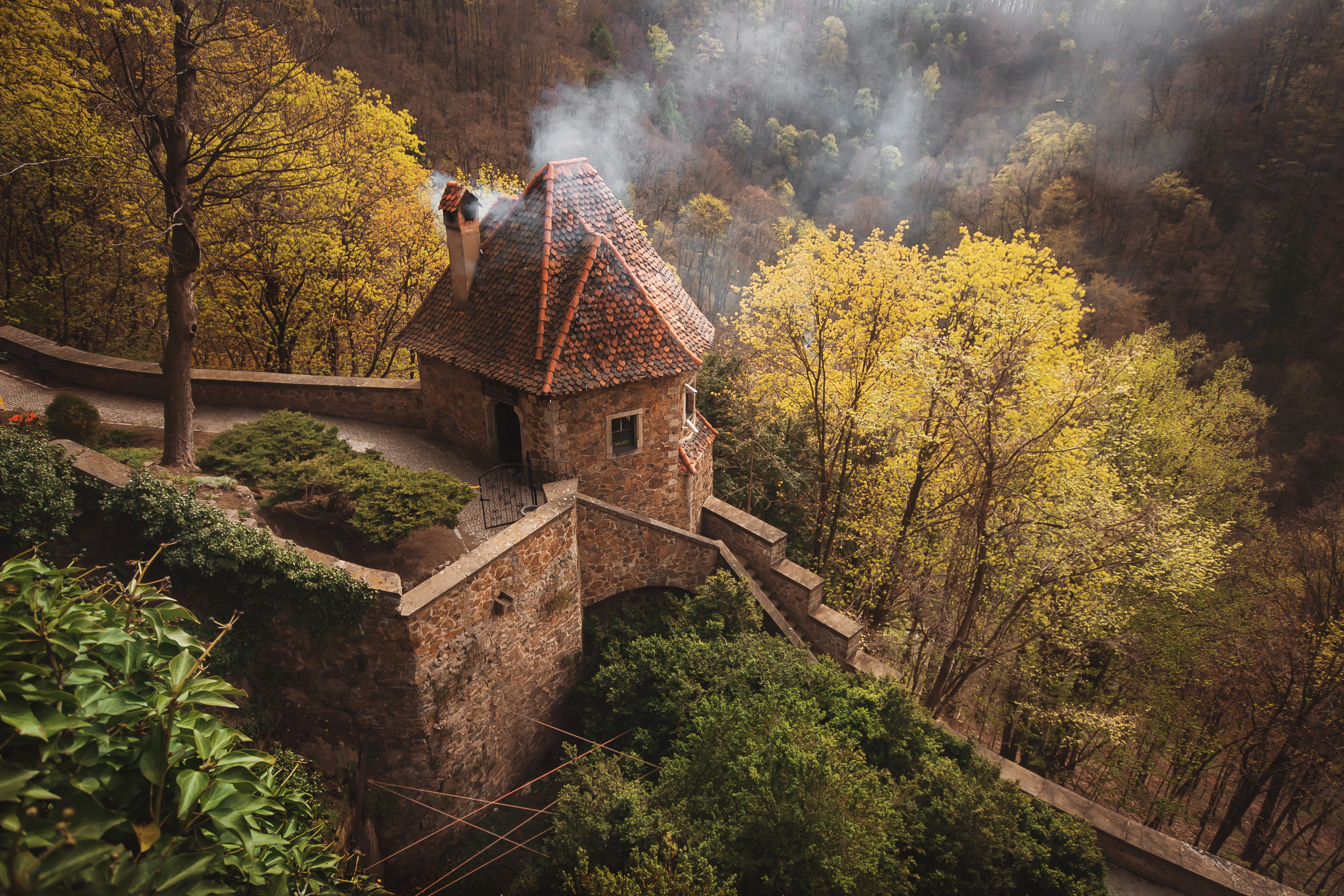
Baszta Prochowa, zdjęcie nagrodzone w konkursie Wiki Lubi Zabytki 2022

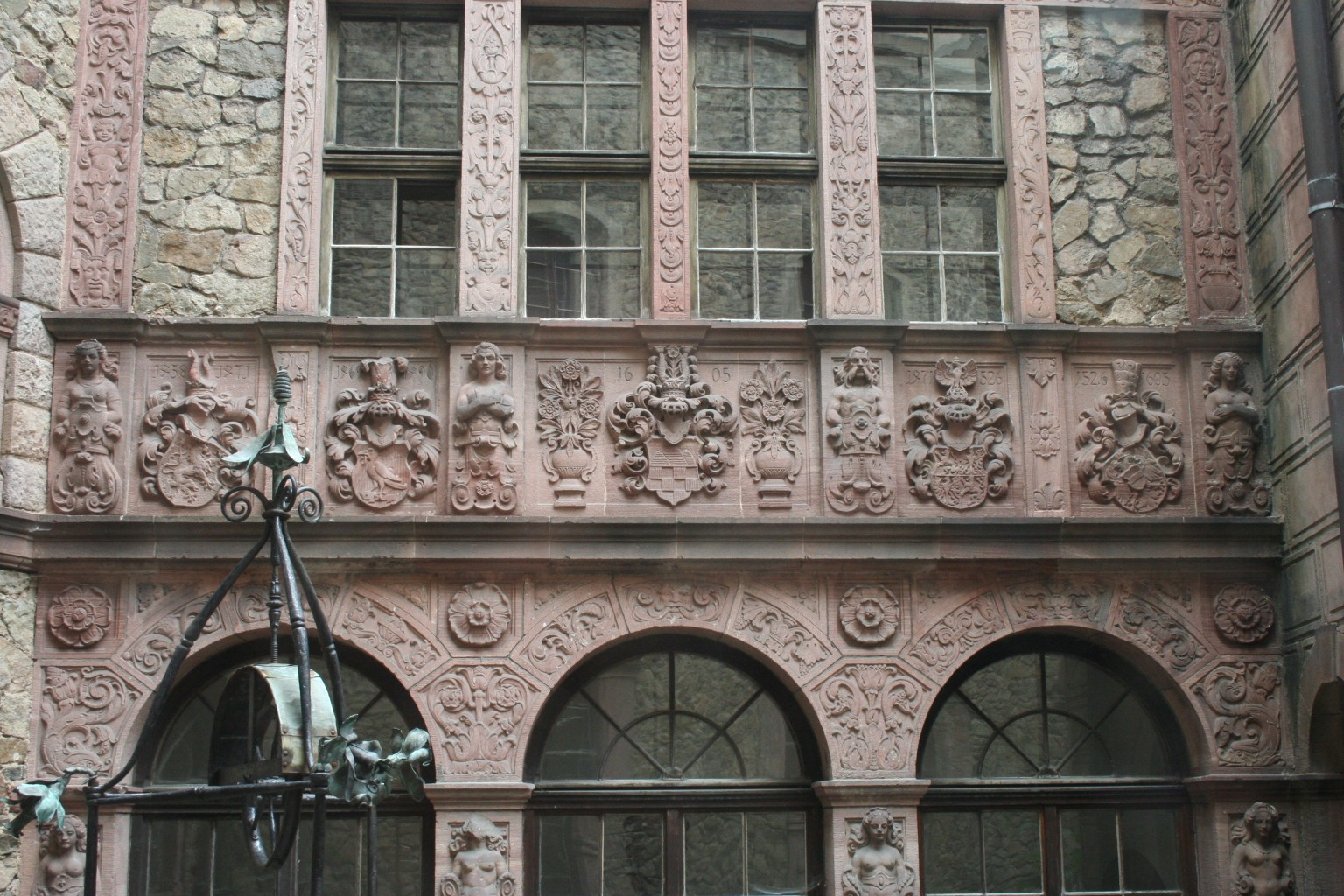
Herby Czech, Korwina, Hochbergów, Władysława II, Austrii

Do wojewódzkiego rejestru zabytków wpisane są:
- zespół rezydencjonalny:
  - zamek, z końca XIII w., przebudowany w XV–XVII w., w latach 1722–1724[43], w latach 1908–1915
  - dwie oficyny, z lat 1722–1724, 1910
  - budynek bramny, z lat 1718–1719, 1890
  - budynek nr 5, dawny urząd podatkowy, z XIX/XX w.
  - budynek nr 6, dawna pralnia, obecnie hotel „Mariówka”, z XIX/XX w.
  - budynek nr 7, dawny areszt, obecnie hotel, z XIX/XX w.
  - budynek nr 7 a, z bramą gospodarczą wschodnią, z XIX/XX w.
  - dawna kuźnia, z XIX/XX w.
  - mury obronne, oporowe i graniczne, z basztami, bramami, mostami i tarasami, z XVI–XX w.
  - pawilon parkowy, z lat 1732–1734, 1883
  - brama główna, ul. Jeździecka, z lat 1722–1724
  - brama parkowa, ul. Jeździecka, z lat 1722–1724
  - park przy pałacu, z XVIII–XX w.
  - założenie parkowe z budynkami:
    - park romantyczny, z XVIII–XX w.
    - kuźnia, murowano-szachulcowa, ul. Jeździecka 5, z początku XX w.
    - leśniczówka, murowano-szachulcowa, ul. Jeździecka 9, z początku XX w.
    - stodoła, murowano-szachulcowa, ul. Jeździecka, z początku XX w.

  - zespół stadniny koni, z 1824:
    - pięć stajni
    - ujeżdżalnia
    - wozownia

  - zamek Stary Książ, ruina romantyczna, z 1794
  - budynki w zespole zamku Książ → Świebodzice, ul. Wałbrzyska 44–46:
    - domy szwajcarskie: I, II
    - brama wjazdowa na teren zespołu
- pozostałości pomnika nagrobnego synów Jana Henryka VI von Hochberga (1768–1833) i jego żony Anny Emilii von Anhalt-Kothen-Pless (1770–1830): Jana Henryka VIII (1795–1796) i Jana Henryka IX (1802–1802), autorstwa Christiana Wilhelma Tischbeina na wyspie nieistniejącego Łabędziego Stawu położonego na terenie Książańskiego Parku Krajobrazowego na zachód od zamku, za Pełcznicą[44].

## Upamiętnienie
W roku 2021 Narodowy Bank Polski wyemitował monetę okolicznościową o nominale 5 złotych z serii Odkryj Polskę – Zamek Książ w Wałbrzychu.

## Szlaki turystyczne
- – Szlak Zamków Piastowskich.
- – Cis Bolko – Zamek Książ – Świebodzice – Witoszów Górny – Bystrzyca Górna.
- – Szlak Ułanów Legii Nadwiślańskiej.